# Persicarin
Persicarin ist ein natürlich vorkommender Schwefelsäureester. Er leitet sich von dem Flavonoid Isorhamnetin ab.

## Vorkommen

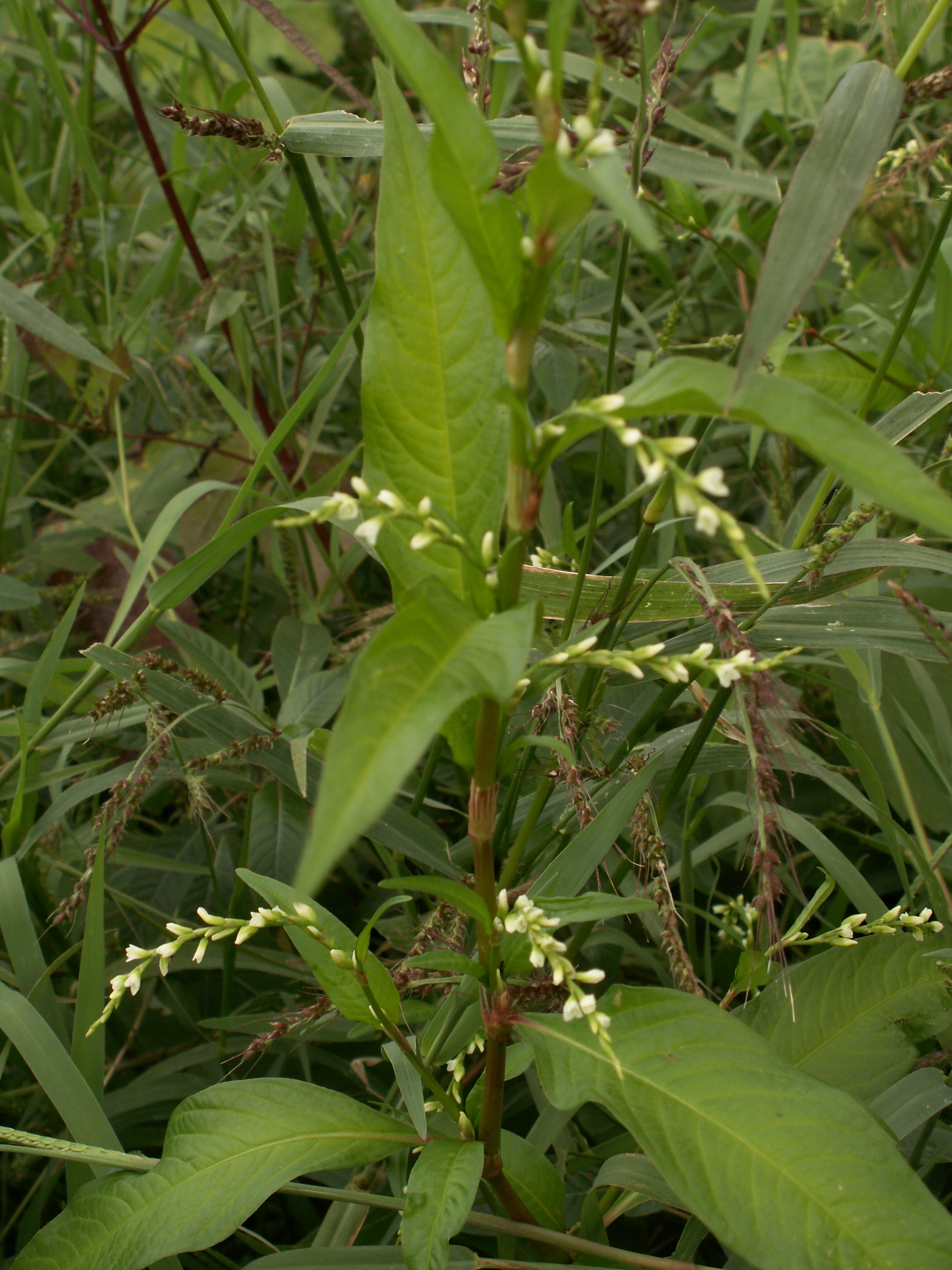
Wasserpfeffer

Sulfate von Flavonoiden sind in Pflanzen weit verbreitet. Persicarin war der erste bekannte Vertreter, als es 1937 aus dem Wasserpfeffer (Polygonum hydropiper) isoliert wurde. Es kommt auch noch in weiteren Arten der Gattung Polygonum sowie in Oenanthe javanica (Gattung Wasserfenchel) vor. Es wird meist als Kaliumsalz isoliert.

## Eigenschaften
In vitro zeigt Persicarin verschiedene biologische Aktivitäten. So wirkt es gerinnungshemmend, neuroprotektiv und entzündungshemmend.